# Мірча Луческу
Мі́рча Луче́ску (рум. Mircea Lucescu; нар. 29 липня 1945, Бухарест, Румунське королівство) — румунський футболіст і тренер.
Більшість ігрової кар'єри провів у «Динамо» (Бухарест), грав на позиції нападника. На посаді головного тренера робив чемпіонами румунські клуби «Динамо» і «Рапід», турецькі «Галатасарай» і «Бешикташ», а також українські «Шахтар» та «Динамо». Відомий своєю постійною критикою арбітрів.
З 2004 по 2016 рік тренував «Шахтар» (Донецьк), із яким виграв 8 чемпіонатів України, 6 Кубків України та Кубок УЄФА 2009. Рекордсмен клубу за такими показниками: найдовше на посаді тренера (12 років), найбільше титулів (22), найбільша кількість офіційних матчів (573).
Третій найтитулованіший тренер в історії світового футболу. У 2015 році Луческу став п'ятим тренером в історії, який очолював клуб у 100 матчах Ліги чемпіонів УЄФА, після Алекса Фергюсона, Карло Анчелотті, Арсена Венгера та Жозе Моурінью. Кавалер ордена Зірки Румунії, найтитулованіший тренер в історії чемпіонату України, заслужений тренер України, повний кавалер ордена «За заслуги» (Україна). Батько Развана Луческу.

## Ігрова кар'єра

### Клубний футбол
Народився 29 липня 1945 року у Бухаресті. Сім'я жила бідно, до того ж у нього було троє братів і сестра. У своїх інтерв'ю Мірча Луческу зізнавався, що влітку часто бігав босоніж, оскільки взуття було предметом розкоші, а іграшки доводилося робити самому.
|                                     | Жилося нам дуже важко і іграшки я робив собі сам. Весь вільний час ми з братами грали в футбол, ганяючи ганчір'яний м'яч. Я — єдиний з них, хто чогось досяг у футболі. |
| — Мірча Луческу про своє дитинство. | |

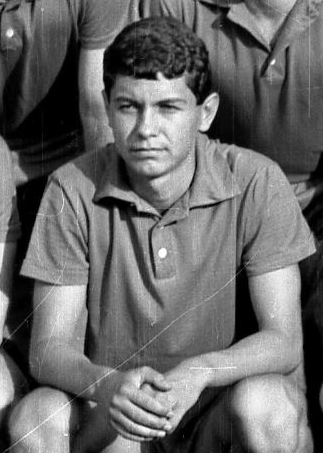
Мірча Луческу (1963)

Закінчивши школу, Мірча вступив до університету на факультет зовнішньої торгівлі. Майбутній Містер навчався на денному відділенні, ніколи не прогулював пари і частіше жертвував тренуваннями, ніж навчанням, оскільки це був університет, який готував студентів до зовнішньої торгівлі з капіталістичними країнами, і метою Луческу було зробити кар'єру в посольствах або державних зовнішньоторговельних компаніях. У той час румунські продукти продавалися цими компаніями, які виконували роль посередника, а не безпосередньо фабриками.
Скаути бухарестського «Динамо» звернули увагу на талановитого хлопця під час студентських змагань. Луческу виступав за команду спортивної школи № 2 і саме звідти отримав запрошення до складу одного з грандів румунського футболу. У найвищому дивізіоні 18-річний нападник дебютував 21 червня 1964 року («Динамо» (Бухарест) — «Рапід» (Бухарест) — 5:2). Він зіграв ще один матч протягом того сезону 1963/64, і ще один у наступному. У цих двох сезонах «Динамо» ставало чемпіоном Румунії.
У 1965 році для отримання ігрової практики Луческу був відданий в оренду у клуб другого дивізіону «Штіїнца». Клуб зайняв друге місце у Лізі II у сезоні 1965/66, що стало найкращим результатом команди в повоєнній історії. Наступного сезону клуб змінив назву на «Політехніка» і став п'ятим у другому дивізіоні. За два сезони Луческу провів у цій команді 39 ігор і забив 12 голів.
Повернувшись до «Динамо» перед сезоном 1967/68, Мірча став частіше залучатись до матчів команди (17 матчів і 1 гол у чемпіонаті), вигравши того року Кубок Румунії. У фіналі, який відбувся 16 червня 1968 року, столичний «Рапід» перемагав 1:0 і головний тренер Базіл Маріан випустив Луческу на 77-й хвилині для підсилення нападу, замінивши Ніколае Надя. Через хвилину «Динамо» зрівняло гру і перевело її у додатковий час. Там Луческу відзначився дублем на 115-й та 116-й хвилинах і приніс рідній команді перемогу (3:1) та черговий трофей.
З наступного сезону Луческу став основним гравцем столичного гранда, забивши 8 голів у 28 матчах чемпіонату й добився звання найкращого гравця Румунії-1969, а також дебютував у єврокубках, зігравши 1 матч у Кубку володарів кубків.
Загалом Луческу грав за бухарестське «Динамо» до 1977 року, вигравши за цей з командою ще 4 титули чемпіона Румунії, найбільш яскравим з яких став здобутий у сезоні 1972/73, в якому Мірча показав найвищу результативність у кар'єрі — 12 голів в 28 матчах. Він також грав з клубом у Кубку чемпіонів, Кубку УЄФА та Кубку ярмарків.
Свою ігрову кар'єру Луческу закінчував у клубі «Корвінул» (Хунедоара), де останні роки працював граючим тренером і у сезоні 1981/82 привів команду до найкращого результату за всю історію — бронзових медалей чемпіонату Румунії.

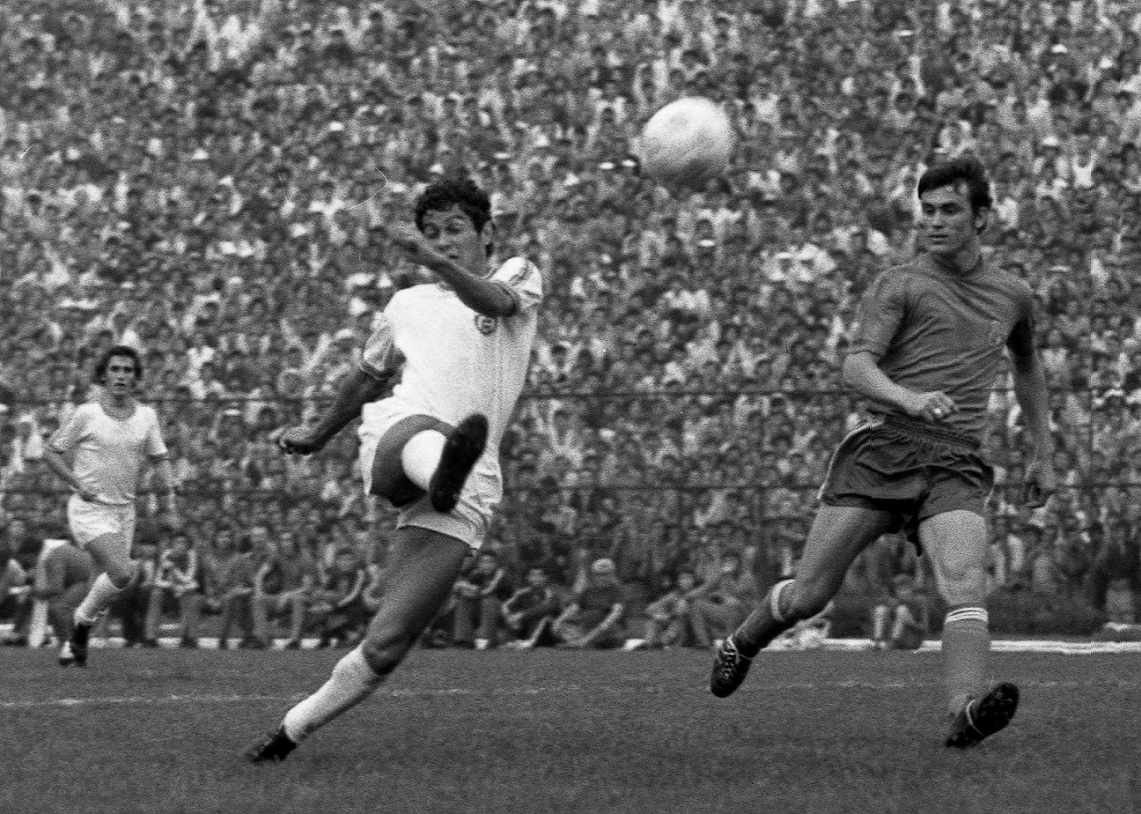
Луческу в складі «Динамо» пробиває по м'ячу в матчі бухарестського дербі зі «Стяуа». 1970-ті

Символічну прощальну гру за бухарестське «Динамо» провів 16 травня 1990 року, оскільки Луческу до того часу вже кілька сезонів тренував «динамівців» і саме 1990 року вперше здобув титул чемпіона Румунії вже у ранзі тренера. Вийшовши на поле в матчі проти «Спортул Студенцеск» у віці майже 45 років, він став найстарішим футболістом в історії, який зіграв у вищому дивізіоні Румунії.

### Збірна
2 листопада 1966 року Луческу дебютував у збірній Румунії у відбірковому матчі до Євро-1968 зі Швейцарією (4:2). А вже 3 грудня в рамках того ж відбору Мірча забив перший гол за збірну, на виїзді у грі проти Кіпру (5:1).
15 січня 1969 року Луческу вперше став капітаном збірної у товариському матчі проти Англії (1:1), що пройшов на легендарному «Вемблі». Також як капітан Луческу поїхав на Чемпіонат світу 1970 року у Мексиці, відігравши на турнірі в усіх трьох матчах, але не зумів допомогти команді вийти з групи. Це був перший Чемпіонат світу для Румунії з 1938 року, яка потрапила у дуже сильну групу разом із чехословаками, діючими чемпіонами світу англійцями, а також зірковими бразильцями на чолі з Пеле, які в підсумку і здобули трофей. Хоча його команда і програла бразильцям 2:3, після матчу Луческу вдалося обмінятись футболками з самим Пеле. Раритет знаходиться в його приватній колекції, футболку з тих пір ніхто не прав. Крім цього, Луческу зіграв зі збірною на Балканському кубку 1973-76 років, де румуни стали другими.
Загалом Луческу зі збірною брав участь у 4 кваліфікаціях до чемпіонату Європи (1968, 1972, 1976 та 1980) та 3 кваліфікаціях до Чемпіонату світу (1970, 1974 та 1978), але, окрім «мундіалю» 1970 року, румуни на жоден великий форум пробитися не зуміли. 4 квітня 1979 року Луческу зіграв свій останній матч за збірну в рамках кваліфікації до Євро-1980 проти Іспанії (2:2). Всього за збірну провів 70 матчів і забив 9 голів.

## Тренерська діяльність

### «Корвінул»
Має вищу освіту — закінчив Академію економічних наук у Бухаресті.
Першим клубом у тренерській кар'єрі Мірчі Луческу став «Корвінул» (Хунедоара). Середняк румунського футболу вилетів з найвищої ліги у сезоні 1979/80, а наступного сезону Луческу повернув хунедоарців до «вишки», зайнявши 1 місце у лізі «B». Наступні два роки у лізі «A» під керівництвом Луческу — 1980/81 і 1981/82 команда провела дуже вдало, фінішувавши на 6-й та 3-й позиції відповідно. Це був один з найуспішніших періодів у всій історії клубу.
|                                           | Щоб підключити якомога більше вболівальників, я писав програми до матчів, створив спеціальне видання для фанів, напросився вести спеціальну колонку в місцевій газеті «Шлях до соціалізму». Я навіть написав текст гімну «Корвінула», який виконував місцевий хор, а потім і весь стадіон! У той час стадіони в Румунії були порожні, а на матчі моєї команди, яка вдома забивала по шість-сім м'ячів, набивалися повні трибуни. |
| — Мірча Луческу про роботу у «Корвінулі». | |

### Збірна Румунії
Коли національна збірна Румунії не змогла кваліфікуватись на чемпіонат світу 1982 року, Федерація футболу Румунії звільнила Валентіна Стенеску, замість якого головним тренером збірної був призначений молодий граючий тренер «Корвінула» Луческу, а помічником став Мірча Редулеску. Луческу дебютував на посаді тренера збірної в останньому матчі кваліфікації на чемпіонат світу 1982 року зі Швейцарією 11 листопада 1981 року, який вже не мав турнірного значення для румунів і завершився «сухою» нічиєю 0:0.

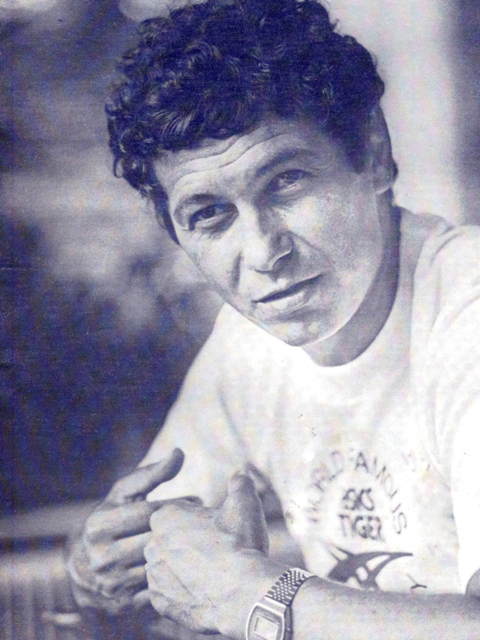
Луческу під час роботи зі збірною Румунії. 1980-ті

У відбірковій групі до Євро 1984 румуни несподівано випередили не лише Швецію та Чехословаччину, а й чемпіона світу Італію, яка у тому груповому турнірі виступила дуже невдало, здобувши лише одну перемогу (над Кіпром) і вперше у своїй історії вийшли на чемпіонат Європи. Саме в цей час у збірній під керівництвом Луческу дебютував Георге Хаджі, який у майбутньому був визнаний найкращим румунським футболістом ХХ століття. На самому чемпіонаті румуни з Хаджі посіли останнє місце в групі і покинули турнір (їх суперниками були збірні Португалії, Іспанії і ФРН).
Луческу працював з командою і у кваліфікації до чемпіонату світу 1986 року. Там румуни потрапили у групу з Англією, Північною Ірландією, Фінляндією та Туреччиною і посіли третє місце, відставши лише на одне очко від північноірландців, що кваліфікувались на «мундіаль».
Не зважаючи на невдачу, Луческу залишився на чолі збірної. Втім після перемоги 4:0 над Австрією у першому матчі кваліфікації на Євро-1988 Луческу був звільнений. Загалом на чолі збірної Мірча Луческу провів 59 матчів.

### «Динамо» (Бухарест)
У листопаді 1985 року Луческу, який ще був головним тренером збірної Румунії, був найнятий на посаду тренера «Динамо» (Бухарест). Керівництво клубу хотіло, щоб з командою був відомий тренер, адже в середині 1980-х років суперництво зі «Стяуа» ставало все жорсткішим. Обидва клуби підтримувались та фінансувалися конкуруючими політичними структурами Румунії: «Стяуа» підтримувалось сім'єю диктатора Ніколае Чаушеску та представниками румунських військових, а «Динамо» — Міністерством внутрішніх справ та «Секурітате», через що обидва мали майже необмежені фінансові та організаційні можливості. Коли в 1985 році «Стяуа» повернуло собі титул національного чемпіона після семирічної перерви, керівництво «Динамо» вирішило посилити команду новими футболістами та тренером Луческу, який був дуже популярний у Румунії та не був пов'язаний із сім'єю Чаушеску. Через кілька місяців, у вересні 1986 року, незважаючи на хороші результати національної команди, Луческу було звільнено з посади головного тренера збірної. Його місце зайняв колишній тренер «Стяуа» Емерік Єней. Луческу та деякі оглядачі припустили, що сім'я Чаушеску стояла за відставкою тренера.
| 1985–1986 | Ч | 0–1 |
|           | Ч | 2–1 |
|           | К | 1–0 |
| 1986–1987 | Ч | 0–3 |
|           | Ч | 1–1 |
|           | К | 0–1 |
| 1987–1988 | Ч | 0–0 |
|           | Ч | 3–3 |
|           | К | 1–2 |
| 1988–1989 | Ч | 0–0 |
|           | Ч | 1–2 |
|           | К | 0–1 |
| 1989–1990 | Ч | 3–0 |
|           | Ч | 2–2 |
|           | К | 6–4 |

За кілька тижнів до звільнення зі збірної Луческу завоював свій перший трофей як тренер «Динамо». Після перемоги у фіналі над «Стяуа» 1:0 клуб виграв Кубок Румунії. У наступні роки ці ігри супроводжувалися різними суперечками. «Динамо» і «Стяуа» тричі поспіль стикалися один з одним у фінальних матчах, і кожен раз останні перемагали. Однак справедливість цих результатів неодноразово ставилася під сумнів, звинувачуючи «Стяуа» у нечесній грі. Найбільш резонансним став ювілейний, п'ятдесятий фінал національного кубка, який відбувся у червні 1988 року і закінчився великим скандалом. «Стяуа» вів у рахунку 1:0 до 87-ї хвилини, коли «Динамо» зусиллями Флоріна Редучою зрівняло рахунок. Незадовго до фінального свистка Гаврил Балінт зі «Стяуа» забив другий гол, але головний арбітр, побачивши піднятий прапорець лайнсмена, зафіксував офсайд, незважаючи на агресивні протести гравців «Стяуа». Ті, незадоволені рішенням, за наказом керівника клубу Валентина Чаушеску, сина диктатора, відмовились від додаткового часу і покинули поле. В результаті матч перервався на 90-ій хвилині при рахунку 1:1, але спеціальна комісія, створена Футбольною асоціацією та Департаментом Державної ради з питань фізичної культури та спорту, дійшли висновку, що другий гол «Стяуа» був забитий правильно, і таким чином оголосила їх переможцями Національного кубка 1988 року. Подібні звинувачення прозвучали і в рамках матчів чемпіонату: «Стяуа» тричі поспіль вигравав титул чемпіона країни (1986/87, 1987/88 та 1988/89), щоразу закінчуючи сезон, не зазнавши жодної поразки. «Динамо» ж завжди було другим, що Луческу пояснював неспортивною поведінкою від «Стяуа». Він, зокрема, сказав: 
|                 | У нас була дуже хороша команда в «Динамо». Ми могли перемогти кого завгодно, у будь-який час. Коли ми виграли «Стяуа» у фіналі Кубка Румунії в 1986 році, Валентин Чаушеску в реванші змінив владу федерації футболу. Незабаром мене звільнили з посади головного тренера без причини, і «Стяуа» почав збирати титули національного чемпіона. |
| — Мірча Луческу | |

Гегемонія «Стяуа» була порушена лише після падіння режиму Чаушеску: після шестирічної перерви «Динамо» повернуло собі чемпіонство у сезоні 1989/90 років. Того ж року після перемоги 6:4 у фіналі над «Стяуа», Луческу виграв другий Кубок Румунії у своїй тренерській кар'єрі, а також здобув перший золотий дубль. У цьому ж сезоні Луческу здобув і свій перший успіх на міжнародній арені — у Кубку володарів кубків 1989/90 «Динамо» дійшло до півфіналу, по дорозі пройшовши албанське «Динамо» (Тирана), грецький «Панатінаїкос» та югославський «Партизан» чиї кольори захищали, серед інших Предраг Міятович та Златко Захович. Разом із півфіналом Кубка європейських чемпіонів 1983/84 років це є найкращий результат в історії «Динамо» у єврокубках. Хоча виступи у єврокубках у сезоні 1989/90 виявилася найкращими, клуб із Бухареста під керівництвом Луческу вже до цього добре грав у міжнародних іграх: за перші чотири роки своєї кар'єри він дійшов до 1/16 фіналу (1986/87 та 1987/88) та чвертьфіналу (1988/89) Кубку володарів кубків.
Під час роботи в «Динамо» Луческу створив команду, багато в чому навколо збірників Румунії, з якими брав участь на Євро-1984. Так серед них грали воротар Думітру Морару, захисники Йоан Андоне, Мірча Реднік, Міхаел Кляйн та Йон Заре і нападники Родіон Кеметару, Марін Драгня та Йонел Августін. Поступо їх змінювали гравці нового румунського покоління, воротар Богдан Стеля, півзахисник Йоан Лупеску та форвард Флорін Редучою, гравці стартового складу на чемпіонаті світу 1994 року, де Румунія дійшла до чвертьфіналу. Зіркою цього періоду, однак, став Кеметару, який прославився тим, що отримав Золотий бутс у 1987 році, забивши 44 голи в 33 іграх. Втім справедливість цього подвигу була поставлена під сумнів, оскільки суперники сприяли досягненню цієї мети Кеметару. Це повинно був стати розрадою для «Динамо» за домінування «Стяуа» у внутрішніх змаганнях. В результаті Кеметару забив 18 голів в останніх 6 матчах румунського чемпіонату і обійшов австрійця Тоні Польстера, що мав 39 голів. Для цього було домовлено, що в першому таймі Кеметару забиває свої голи, а після перерви його суперники компенсовували різницю, в результаті чого останні 6 матчів закінчувались із рахунками 4:4, двічі 3:3, 2:3, 3:4 та 4:5. Пізніше ці результати були визнані договірними і Золотий бутс був відданий Польстеру. Помічником Луческу в цей період була ще одна легенда «Динамо» Флорін Черан.
По завершенні найвдалішого для себе сезону 1989/90 з клубом Луческу покинув «Динамо». У пізніші роки кілька разів з'являлася інформація про те, що Луческу повернеться працювати в цей клуб. За даними ЗМІ, керівництво клубу було близьке до повернення Луческу восени 2008 року, коли румунський спеціаліст був на межі звільнення з донецького «Шахтаря». Йому були запропоновані величезні повноваження, включаючи прийняття рішення про трансфери та участь у структурі акцій клубу, а Луческу повинен був допомогти клубу вийти до Ліги чемпіонів. Тренер заявив, що готовий прийняти пропозицію, адже спочатку він повинен був виконати контракт з «Шахтарем», який діяв до літа 2009 року. Потім, однак, українська команда виграла Кубок УЄФА і пропозиція від «Динамо» втратила свою актуальність. Хоча тоді він висловив зацікавленість повернутися до «Динамо», але через два роки він твердо заявив, що не може уявити, щоб знову працювати в цьому клубі.

### Робота в Італії
Після п'яти сезонів на чолі «Динамо» (Бухарест) 1990 року румун вирушив до Італії та очолив «Пізу». Команда була новачком Серії А і завданням румуна стало збереження прописки. Втім результати були не дуже вдалі і 10 березня 1991 року після поразки від «Кальярі» його звільнили з посади.
Тим не менш Луческу продовжив свою роботу в Італії і очолив команду Серії В «Брешія». Румунський тренер в першому ж сезоні 1991/92 зумів посісти перше місце та вивезти команду до Серії А. Там у сезоні 1992/93 команда посіла 15 місце, але вилетіла назад в Серію С, оскільки програла плей-оф «Удінезе» (1:3).
Луїджі Коріоні, президент «Брешії»
Третє місце в Серії В в сезоні 1993/94 означало, що команда знову повернулася в Серію А. Луческу не лише досяг успіху, але і приніс «Брешії» перший і єдиний трофей в її історії — Англо-італійський кубок, перемігши «Ноттс Каунті» 1:0 у фіналі. Однак наступний сезон був одним з найгірших сезонів в історії «Брешії» — 2 перемоги у 34 турах, і Луческу був звільнений вже після 20 туру. Тим не менш перед початком сезону 1995/96 Луческу повернувся на посаду головного тренера. Хоча команда добре стартувала, ряд невдалих результатів призвів до звільнення Луческу після 24 турів, а «Брешія» ледь врятувалась від вильоту в третій дивізіон.
На сезон 1996/97 року Луческу уклав угоду з командою Серії А «Реджана». Але набравши лише 4 очки в 10 перших матчах чемпіонату (4 нічиї та 6 поразок, без перемог), Луческу був звільнений вже у листопаді, залишивши команду на останньому місці в чемпіонаті.

### «Рапід» та «Інтернаціонале»
У 1997 році Луческу вирішив повернутися на батьківщину після 7-річної перерви. Цього разу він очолив «Рапід» (Бухарест), що з початку 1970-х років перебував у тіні двох основних бухарестських команд «Динамо» та «Стяуа» і здебільшого боровся за виживання. Луческу вдалося здобути з командою у сезоні 1997/98 Кубок Румунії, який команда не вигравала з 1975 року, а також стати віце-чемпіоном Румунії.
Наприкінці листопада 1998 року Луческу очолив італійське «Інтернаціонале», замінивши Луїджі Сімоні. Призначення румуна супроводжувалося суперечками, оскільки його попередник Луїджі Сімоні привів «Інтер» до перемоги у фіналі Кубка УЄФА 1998 року і отримав нагороду найкращого тренера Серії А. Коли він пішов, клуб посідав п'яте місце в таблиці чемпіонату Італії, на сім очок позаду лідера «Фіорентини». За кілька днів до звільнення його гравці забезпечили вихід до чвертьфіналу Кубка Італії та плей-оф Ліги чемпіонів після перемоги 3:1 над мадридським «Реалом». Офіційною причиною несподіваного звільнення Сімоні був неефективний стиль гри «Інтера».
Журналісти нагадали, що Луческу зазнав невдачі в усіх попередніх італійських командах. Румунський протистояв цим звинуваченням, кажучи, що його слід судити на основі поточних результатів. Відповідно до контракту, який він уклав з президентом «Інтера» Массімо Моратті, він повинен був керувати клубом протягом півроку, до липня 1999 року, а потім стати тренером молодіжної команди. Його місце в першій команді повинен був зайняти Марчелло Ліппі.
Мірча Луческу
Луческу отримав шанс попрацювати в клубі, де в сезоні 1998/99 зібралась справжня зіркова команда — збірники Італії (Джанлука Пальюка, Джузеппе Бергомі та Роберто Баджо), Франції (Юрій Джоркаєфф), Аргентини (Дієго Сімеоне і Хав'єр Санетті), Чилі (Іван Саморано), Нідерландів (Арон Вінтер), Португалії (Паулу Соза) та діючий бронзовий призер чемпіонату світу хорват Даріо Шимич. Також у команді були молоді і перспективні бразильці Зе Еліаш та Жілберто, а головною зіркою команди був ще один бразилець, 23-річний Роналду, чемпіон світу та володар Золотого м'яча. Гравець, з яким румунець особливо добре зійшовся, став Роберто Баджо; він навіть запросив його до Румунії на полювання на гусей.
Луческу одразу оголосив, що вимагатиме більшої ефективності та ефектності від своїх гравців, він також змінив тактичну схему на більш атакувальну 3-4-3 або 3-5-2. З двома форвардами «Інтер» грав у першій грі під керівництвом Луческу: на «Сан-Сіро» його гравці в матчі чемпіонату легко виграли 4:1 у «Роми». Журналісти зазначили, що тоді склалася незвична ситуація, оскільки обидва італійські клуби очолювали тренери зі Східної Європи (тренером «Роми» був чех Зденек Земан).
Однак у наступних іграх «Інтер» вигравав значно менше — з січня по березень 1999 року міланський клуб зіграв тринадцять ігор у Серії А, з яких виграв лише чотири (також здобув три нічиї та зазнав шість поразок). З основними суперниками у боротьбі за чемпіонство гравці Луческу або програли (0:1 із «Лаціо»), або зіграли внічию (0:0 з «Ювентусом» та 2:2 з «Міланом»). Хоча результати були не найкращими, ефектний атакувальний ігровий стиль подобався журналістам. У переможних матчах чемпіонату міланці забивали багато голів (4:1 проти «Роми», 6:2 проти «Венеції», 5:1 проти «Кальярі» і 5:1 проти «Емполі»).
Дисциплінарні проблеми також виникли внаслідок поганих результатів. Луческу виключив з команди португальця Паулу Созу, який заявив ЗМІ, що гравці не розуміють, як мають грати. Журналісти також зазначали, що «Інтер має багато зірок світового футболу, але вони не формують колективу». Через кілька днів після уходу португальця 21 березня 1999 року його партнери програли «Сампдорії» (0:4) у чемпіонаті, після чого Луческу негайно пішов у відставку. Він залишив «Інтер» на дев'ятому місці в таблиці, а також зазнав невдач у Лізі чемпіонів, програвши «Манчестер Юнайтед» (0:2 та 1:1) у чвертьфіналі. Єдиним досягненням румуна під час його тримісячної роботи в Мілані був вихід до півфіналу Кубка Італії. Через роки тренер визнав, що за всю свою кар'єру він найбільше шкодує про те, що покинув «Інтер».
Для Луческу це також було прощанням із Серією А, адже він більше ніколи не працював у жодному італійському клубі, оскільки склав негативний образ про італійський футбол. У 2003 році він сказав:
|                 | Коли арбітр починає гру, команди в усьому світі намагаються забити. Але не в Італії, бо там обидві команди одразу починають героїчно захищати результат 0-0. |
| — Мірча Луческу | |

Після цього Луческу повернувся в «Рапід» (Бухарест) на решту сезону. Команда, яка провела під керівництвом Луческу вдалий кінець сезону 1998/99, стала лише вдруге у своїй історії чемпіоном Румунії, а також дійшла до фіналу Кубка, де в серії пенальти програла «Стяуа». Втім вже за кілька місяців Луческу з командою взяв реванш у «армійців», розгромивши їх з рахунком 5:0 у Суперкубку Румунії 1999 року. У наступному сезоні 1999/00 команда стала другою в чемпіонаті і вилетіла у півфіналі кубка, а в Лізі чемпіонів команда несподівано програла у другому кваліфікаційному раунді латвійському «Сконто» (3:3, 1:2) і безславно покинула єврокубки. По завершенні того сезону Луческу залтишив «Рапід».

### Робота в Туреччині

#### «Галатасарай»
Влітку 2000 року Луческу прийняв пропозицію клубу «Галатасарай», який кількома тижнями раніше першим серед турецьких клубів виграв єврокубок — Кубок УЄФА, після чого головний тренер Фатіх Терім, після чотирьох успішних років у Стамбулі, виїхав до Італії та став тренером «Фіорентини». За словами журналістів, румун повинен був заробити стільки ж, скільки Терім, тобто майже 1 мільйон німецьких марок. Луческу знову отримав у своє розпорядження зіркову команду, яку після здобуття Кубка УЄФА серед важливих гравців покинув лише Хакан Шюкюр, перейшовши до «Інтера», але його місце зайняв титулований бразилець Маріо Жардел з «Порту». Бразильський воротар Клаудіо Таффарел, турецькі збірники (Емре Белезоглу, Бюлент Коркмаз, Уміт Давала і Хасан Шаш) та земляки Луческу, Георге Хаджі і Георге Попеску залишились у Стамбулі. При цьому, як припускають деякі журналісти, Луческу став тренером «Галатасарая» саме за рекомендацією Хаджі та Попеску, адже спочатку фаворитом на цю посаду був французький спеціаліст Луїс Фернандес. Це викликало занепокоєння, чи не буде їх вплив на тренера занадто великим. В той же час журналісти писали, ніби Луческу під час перебування тренером «Галатасарая» забороняв своїм гравцям дотримуватися мусульманського посту. Луческу вважав, що грати в футбол, не маючи сил, неможливо: «Тих гравців „Галатасарая“, які були радикальними мусульманами, я просто не заявляв на матчі — вони не змогли б грати».

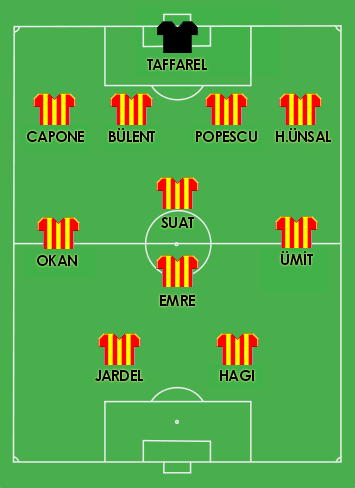
Склад «Галатасарая» Луческу в матчі проти «Реала» за Суперкубок Європи 2000 року.

Початок роботи Луческу в Стамбулі був дуже хорошим: клуб вийшов до групового етапу Ліги чемпіонів і виграв 2:1 у «Реала» в матчі за Суперкубок УЄФА, завдяки чому «Галатасарай» став першим в історії трофею клубом, що здобув його як володар Кубка УЄФА. Луческу зазначив, що турецька команда виграла заслужено, хоча йому явно пощастило. Він також посилався на свого попередника: «Я також хотів би сказати, що частину успіху слід приписувати Фатіху Терму».
Клуб підтримував свій переможний поступ протягом осені 2000 року. «Галатасарай» вийшов у другий груповий етап Ліги чемпіонів, випередивши «Рейнджерс» та «Монако», а в чемпіонаті після осінньої частини сезону був на першому місці, незважаючи на поразку в дербі з «Бешикташем» (1:3). Він також дійшов до півфіналу Кубка Туреччини, де лише в серії пенальті поступився «Фенербахче». Врешті-решт, результати ігор Ліги чемпіонів виявилися найкращими в історії Галатасараю — клуб пройшов і другий груповий етап (випередивши «Мілан» та «Парі Сен-Жермен») та потрапив до чвертьфіналу. Там його суперником був «Реал Мадрид», в якому грали, серед інших, Ікер Касільяс, Роберто Карлос, Рауль, Стів Макманаман та Луїш Фігу. У першому таймі турецька команда програла 0:2, але після перерви зуміла переломити гру і сенсаційно виграти 3:2. Однак у другому матчі в Мадриді вони програли 0:3. Незважаючи на виліт, ще жодному тренеру «Галатасарая» не вдалося дійти з клубом так далеко в Лізі чемпіонів.
| Результати Луческу в Турецьких клубах (2000—2004) | Результати Луческу в Турецьких клубах (2000—2004) | Результати Луческу в Турецьких клубах (2000—2004) | Результати Луческу в Турецьких клубах (2000—2004) | Результати Луческу в Турецьких клубах (2000—2004) |
| Клуб                                              | Сезон                                             | Суперліга                                         | Кубок Туреччини                                   | Єврокубки                                         |
| ------------------------------------------------- | ------------------------------------------------- | ------------------------------------------------- | ------------------------------------------------- | ------------------------------------------------- |
| «Галатасарай»                                     | 2000/01                                           | 2.                                                | Півфінал                                          | Суперкубок УЄФА 1/4 фіналу ЛЧ                     |
| «Галатасарай»                                     | 2001/02                                           | 1.                                                | 3 раунд                                           | 1/8 фіналу ЛЧ                                     |
| «Бешикташ»                                        | 2002/03                                           | 1.                                                | 1/4 фіналу                                        | 1/4 фіналу КУ                                     |
| «Бешикташ»                                        | 2003/04                                           | 3.                                                | 1/16 фіналу                                       | Група ЛЧ, 3 раунд КУ                              |

Хороші виступи на європейській арені не супроводжувалися успішними матчами в чемпіонаті. «Галатасарай» не зміг захистити свій титул вперше за п'ять років, ставши лише другим, і протягом сезону гравці клубу були героями кількох скандалів. Маріо Жардел вимагав, щоб його продали, коли гравцем зацікавилась лісабонська «Бенфіка», а капітан Георге Хаджі плюнув і образив суддю у грі проти «Генчлербірлігі». Сам Луческу прославився своїми різкими заявами щодо арбітрів: коли в матчі Ліги чемпіонів проти «Депортіво» німецький арбітр Гартмут Штрампе показав червону картку для турецького футболіста і призначив пенальті, румун зазначив, що «не Штрампе вів матч, а натовп вболівальників на трибунах».
Невдача в чемпіонаті означала, що найважливіші гравці почали залишати клуб. Перед сезоном 2001/02 «Галатасарай» продав воротаря Таффарела, нападника Жардела, захисника Белезоглу, а пізніше і Попеску та Давалу. До того ж влітку 2001 року Георге Хаджі закінчив футбольну кар'єру. При цьому саме Луческу був одним із трьох колишніх тренерів (поряд з Ангелом Йорденеску та Емеріком Єнеєм), який керував національною збірною Румунії проти збірної світу в його прощальному матчі. На зміну гравцям, що пішли, Луческу придбав зокрема свого співвітчизника Раду Нікулеску, який у Туреччини так і не заграв, а також колумбійця Фарида Мондрагона, який на довгі роки став основним воротарем клубу.
У другому сезоні «Галатасарай», не зважаючи на втрату лідерів, зумів повернути собі титул чемпіона, а також успішно виступив у Лізі чемпіонів, пройшовши у другий груповий етап. Там команда не програла у перших п'яти іграх, здобувши 5 нічиїх і лише в останньому турі програвши 0:1 «Барселоні» втратила шанс на вихід до чвертьфіналу. Також на груповому етапі в гостьовому матчі із «Ромою» (1:1) на стадіоні сталися заворушення, в яких постраждав і Луческу, якого вдарив один з італійських поліцейських.

#### «Бешикташ»
Після чемпіонського сезону «Галатасарай» звільнив Луческу, щоб повернути свого колишнього тренера Фатіха Теріма. Натомість Луческу очолив «Бешикташ», одного з двох головних ворогів «Галатасарай». Це був дуже важливий сезон для «Бешикташа», оскільки в 2003 році турецький клуб святкував своє 100-річчя від дня заснування. Луческу привів в команду зокрема бразильця Антоніо Карлоса Заго та француза Паскаля Нума, а також свого співвітчизника Даніела Панку, з яким разом працював у «Рапіді». Вони виграли титул чемпіона у ювілейний для клубу сезон, зазнавши лише одну поразку у чемпіонаті і набравши 85 очок, рекордний показник за один сезон Суперліги. Крім того цього ж сезону «Бешикташ» з Луческу дійшов до чвертьфіналу Кубка УЄФА, що стало найбільшим успіхом клубу в його історії.
Сезон 2003/04 також розпочався дуже успішно. Закінчивши перше коло із 13 перемогами та 4 нічиями у 17 матчах, «Бешикташ» на 8 очок випереджав свого найближчого суперника «Фенербахче». «Бешикташ» також успішно виступав у Лізі чемпіонів, де у груповому етапі зумів зокрема перемогти «Челсі» 2:0 в Англії та зіграти внічию 1:1 з «Лаціо» у Римі. Перед останнім туром «Бешикташ» йшов на другому місці і у випадку перемоги міг закінчити груповий етап першим. Втім через теракти в Стамбулі вирішальну гру клуб змушений був проводити в Німеччині і без підтримки своїх вболівальників зазнав поразки 0:2 від «Челсі». Навіть такий рахунок до останньої хвилини влаштовував стамбульців, але на 93 хвилині Марек Кінцл зі «Спарти» (Прага) забив гол у ворота «Лаціо», принісши таким чином чехам перемогу 1:0, завдяки якій його команда обійшла «Бешикташ» і посіла друге місце, а турки опинились третіми і вилетіла до Кубка УЄФА.
«Бешикташ» розпочав друге коло чемпіонату 25 січня із матчу з «Самсунспором». За рахунку 1:1 наприкінці першого тайму троє гравців «Бешикташа» (Заго, Ахмет Їлдирим і Ібрагім Юзюлмез) були вилучені з поля і «Бешикташ» з 8 гравцями пропустив ще три голи (1:4), після чого Панку також отримав червону картку, а у кінцівці був вилучений і Ільхан Мансиз. Таким чином у складі «Бешикташа» було вилучено п'ять футболістів і за футбольними правилами матч було зупинено і «Самсунспор» отримав технічну перемогу (4:0). «Бешикташ», який в цьому матчі вперше у сезоні чемпіонату зазнав поразки, не зумів оговтатись від такого удару і Луческу не зміг зупинити спад. Він звинувачував Турецьку федерацію футболу у однобічних рішеннях арбітрів. В результаті клуб закінчив сезон лише третім, на 14 очок позаду «Фенербахче», а у Кубку УЄФА вилетів у першому ж раунді від «Валенсії» (2:3, 0:2). Після катастрофічної другої половини сезону Луческу вирішив залишити Туреччину, заявивши, що його чемпіонство було вкрадене.

### «Шахтар»
18 травня 2004 року Луческу очолив «Шахтар» (Донецьк). Цікаво, що Мірча Луческу міг очолити «гірників» набагато раніше. Президент клубу Рінат Ахметов зацікавився румунським фахівцем ще після перемоги «Галатасарая» Луческу над «Реалом» в матчі за Суперкубок Європи. Але тоді румун відмовив українському клубу, а «Шахтар» очолив італієць Невіо Скала.
На початку роботи в «Шахтарі» Луческу висловив зацікавленість привести до клубу свого земляка Адріана Муту, якого «Челсі» відсторонив за вживання наркотиків, втім перехід так і не відбувся. Журналісти підкреслили, що Луческу будує «Шахтар» за незвичним зразком: він привозить нападників та атакувальних півзахисників з Бразилії, а воротарів, захисників та опорних півзахисників — з Центральної та Східної Європи. Так вже в перший сезон у «Шахтарі» з'явились атакувальні бразильці Матузалем, Елано та Жадсон, а у захисну ланку були придбані чехи опорник Томаш Гюбшман та воротар Ян Лаштувка. Всі вони стали визначальними гравцями донецького клубу на довгі роки. В наступні кілька років до них додались Фернандінью, Луїс Адріану, Андрій П'ятов та В'ячеслав Шевчук, які і створили переможний кістяк команди на наступні роки, у який власник клубу Рінат Ахметов вклав багато грошей — до сезону 2006/07 на трансфери Луческу було виділено понад 100 мільйонів доларів.
|                  | Першими купили Жадсона і Фернандінью. Потім ще кілька хлопців, які хотіли показати себе в Європі, — Ілсінью, Вілліана. Найбільші гроші були заплачені саме за останнього. Якого рівня виявився в результаті Вілліан, Ви знаєте. Але в українському чемпіонаті теж є ліміт на легіонерів. З часом ми прийшли до такого варіанту: воротар і гравці оборони повинні бути українцями, а атакувальна лінія — бразильська. |
| — Мірча Луческу. | |

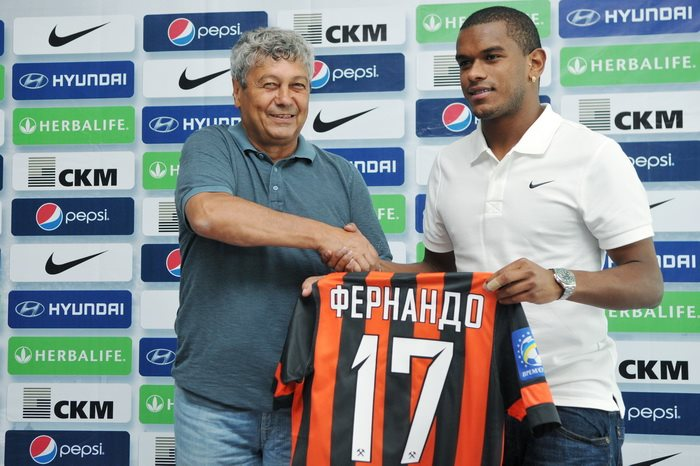
Мірча Луческу презентує новачка «Шахтаря» Фернандо, бразильця, які були основою атакувальної стратегії «гірників» у період тренерства румунського спеціаліста. 2013 рік.

Перший трофей з клубом Луческу здобув 30 травня, через кілька тижнів після призначення, вигравши у фіналі Кубку України 2004 року у «Дніпра» 2:0, а у своєму першому повному сезоні 2004/05 він завоював титул чемпіона країни та національний Суперкубок.
У 2005/06 сезоні він знову виграв чемпіонат, але наступний виявився повністю провальним — він не зміг завоювати жодного трофею. Тим не менш румунського спеціаліста не було звільнено і вже наступного 2008 року він відплатив за довіру, здобувши з командою вперше в історії «золотий требл» — чемпіонство, кубок та Суперкубок.

Мірча Луческу (крайній праворуч) на тренерській лаві «Шахтаря». Середина 2000-х років

Реальна загроза звільнення нависла над наставником восени 2008 року. Вже в дебютній грі «Шахтар» поступився на виїзді новачку Прем'єр-ліги «Львову» 0:2 і після цього здобув у чемпіонаті України лише одну перемогу в перших восьми турах. За 15 хвилин до кінця гри 9-го туру проти донецького «Металурга» (гірники вигравали 1:0) уболівальники «Шахтаря» розгорнули для тренера банер румунською: «Мірча, в Італії твій будинок би вже згорів. Не зловживай гостинністю українців». Але за 1 хвилину до кінця основного часу «Металург» зрівняв рахунок. Безвиграшна серія «Шахтаря» таким чином стала найдовшою у домашньому чемпіонаті за останні 15 років, а клуб опинився на незвично низькому 11-му місці у першості України.. Загалом за підсумками осінньої частини чемпіонату «Шахтар» вилетів з Ліги чемпіонів, посівши третє місце у групі, а в чемпіонаті був лише п'ятим. Журналісти нагадали, що подібна ситуація сталася роком раніше, коли «Шахтар» посів останнє місце в групі Ліги чемпіонів, а футболісти публічно висловилися про «відсутність атмосфери в команді». Луческу пережив обидві ці кризи і у другій частині сезону зумів значно покращити гру, піднявши команду на друге місце у чемпіонаті, яке давало путівку до Ліги чемпіонів, а також вдало виступив у Кубку УЄФА, де команда дісталась фіналу, зазнавши у восьми матчах плей-оф лише однієї поразки. Перемігши у фіналі німецький «Вердер» з рахунком 2:1 після додаткового часу, Луческу виграв із «Шахтарем» Кубок УЄФА сезону 2008/09 — перший єврокубковий трофей в історії клубу і останній в історії розіграш Кубок УЄФА до його перейменування в Лігу Європи УЄФА. В результаті Луческу був визнаний найкращим тренером України сезону 2008/09 за опитуваннями клубів Прем'єр-ліги.
16 липня 2009 року Луческу переніс інфаркт під час підготовки команди до нового сезону в Швейцарії. В результаті на початку сезону 2009/10 несподіваним став виліт донеччан уже у кваліфікаційному раунді від румунської «Тімішоари», а в 1/16 фіналу Ліги Європи «Шахтар» поступився «Фулгему» (Лондон) — майбутньому фіналістові турніру.
Мірча Луческу був одним із кандидатів на пост головного тренера збірної України в лютому 2010 року. Кандидатуру румунського тренера підтримував, зокрема, президент ФФУ Григорій Суркіс. Луческу відмовився від пропозиції, заявивши, що хоче уникнути чергової потенційної зустрічі на полі з його сином Резваном, який тоді керував національною збірною Румунії і мав шанс пробитись на Євро-2012, яке приймала Україна. До цього Мірча і Резван вже перетинались як тренери-суперники у листопаді 2005 року, коли син керував «Рапідом» і зустрічався із «Шахтарем» у матчі групового етапу Кубка УЄФА. Резван Луческу виграв у тому матчі 1:0, а для Мірчі і «Шахтаря» то була єдина поразка на груповому етапі.

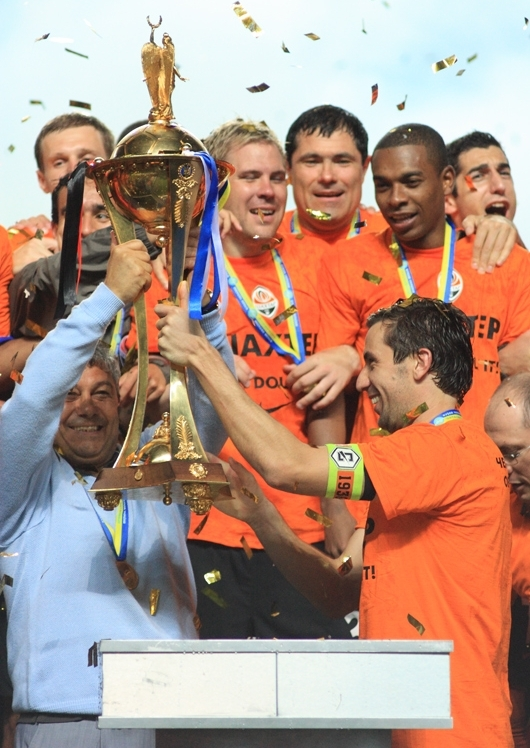
Мірча Луческу з Кубком України 2011 року.

Навесні 2010 року в грі 28-го туру проти запорізького «Металурга» Луческу провів 300-й офіційний матч на чолі «Шахтаря». За кількістю ігор у ранзі головного тренера клубу його випереджали лише Валерій Яремченко (333 гри) та Олег Ошенков (359) і за підсумками того сезону виграв з командою чергове чемпіонство.
У сезоні 2010/11 Луческу з «Шахтарем» виграв «золотий дубль», а також дійшов до чвертьфіналу Ліги чемпіонів, де програв майбутньому переможцю турніру — «Барселоні» (1:5 та 0:1), що є найкращим єврокубковим результатом команди в історії.
2011 року видав у Донецьку автобіографічну книгу «Мирча Луческу. Моя шахтерская история» і в наступні роки «Шахтар» Луческу був гегемоном в Україні, тричі поспіль здобуваючи «золотий дубль».
У сезоні 2013/14 року Луческу здобув з гірниками свій останній титул чемпіона. По ходу того сезону розпочалась війна на Донбасі, через що команда змушена була покинути рідне місто і догравала чемпіонат у Києві, а наступного сезону розпочала свої матчі у Львові. Війна вплинула і на результати команди і у сезоні 2014/15 команда не зуміла виграти ані чемпіонат, ані кубок, що сталось вперше з 2009 року. Єдиним трофеєм для команди залишався Суперкубок, який «Шахтар» з Луческу беззмінно виборював з 2012 по 2015 рік.
У січні 2016 року Мірча Луческу заявив, що про остаточне рішення, залишатися в клубі, чи ні, оголосить аж у травні, коли у нього закінчиться контракт із клубом. У лютому президент турецького «Трабзонспора» повідомив, що «є велика ймовірність приходу Луческу до клубу». 18 травня, за кілька днів до завершення сезону 2015/16, Аркадій Запорожану (агент Луческу) підтвердив, що його клієнт має пропозиції від «Галатасарая», «Фенербахче» та «Зеніта». 21 травня 2016 року, після перемоги у фінальному матчі за Кубок України, Луческу покинув «Шахтар».
Загалом Луческу був тренером «Шахтаря» 12 років і рекордні 573 ігор. За цей період він здобув 22 трофеї: 8 чемпіонств, 6 Кубків України, 7 Суперкубків та 1 Кубок УЄФА. Луческу також отримував звання найкращого тренера року в Україні у 2008, 2009, 2010, 2011, 2012, 2013 та 2014 роках. Також в знак високої оцінки тренерської діяльності був відзначений урядовими нагородами Румунії та України: орденом Зірки Румунії, орденом України «За заслуги» I (2011), II (2009) та III (2006) ступеня, 29 травня 2009 року присвоєно звання «Почесний громадянин міста Донецька».

### «Зеніт»
24 травня 2016 року «Зеніт» (Санкт-Петербург) повідомив про підписання контракту з Луческу. «Уночі був підписаний контракт. Угода підписана за схемою 2+1, але можна сказати, що це повноцінний трирічний контракт. Є умова, згідно з якою, якщо після закінчення другого року (контракту) жодна зі сторін письмово не сповіщає іншу про розірвання контракту, то автоматично стає чинним третій рік», — сказав агент румунського фахівця Аркадій Запорожану. Тренер був представлений команді 3 червня.

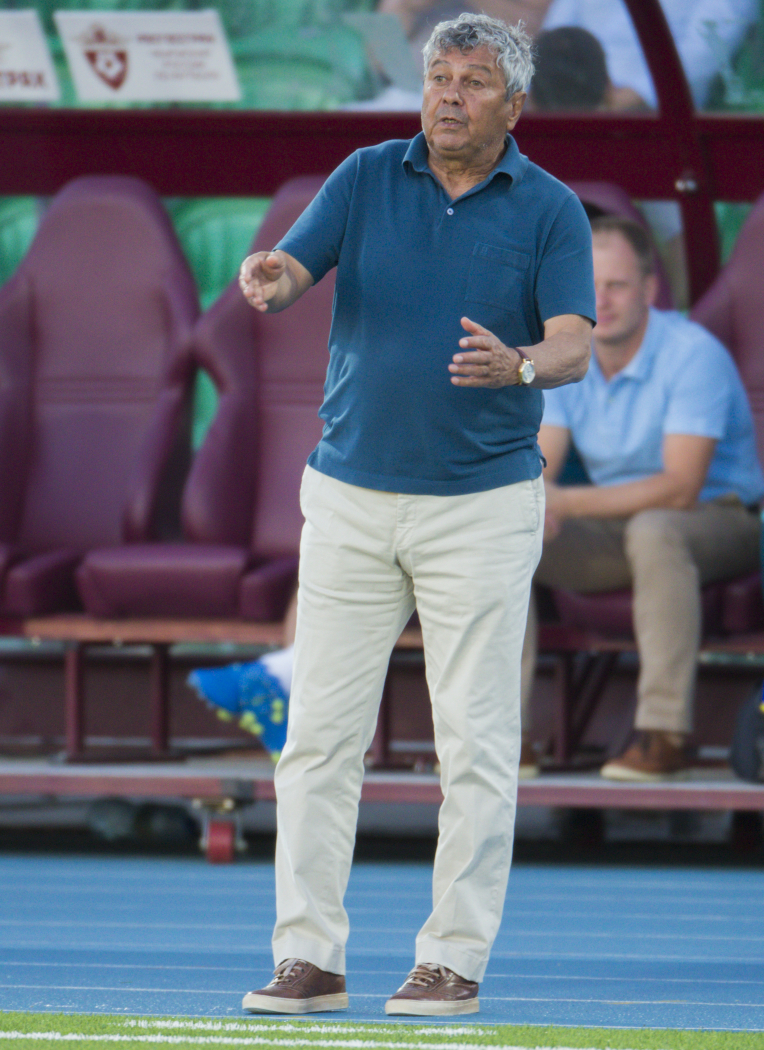
Мірча Луческу на чолі «Зеніту». 6 серпня 2016 року.

23 липня «Зеніт» виграв Суперкубок Росії, обігравши ЦСКА 1:0. 27 жовтня клуб програв у гостьовому матчі 1/8 фіналу Кубка Росії «Анжі» (0:4). Ця поразка стала першою при Луческу — до цього у всіх турнірах були здобуті 12 перемог в 16 матчах і найбільшою за 13,5 років — після поразки 10 травня 2003 року від московського «Динамо» (1:7).. Перше коло чемпіонату Росії 2016/17 «Зеніт» завершив на другому місці, набравши за 17 турів 35 очок і відстаючи на 5 очок від московського «Спартака».
У Лізі Європи «Зеніт» вийшов з першого місця в групі D з п'ятьма перемогами і однією поразкою (2:3 від нідерландського АЗ, який до цього був розгромлений на «Петровському» 5:0), показавши яскраву гру: наприклад, була здобута вольова перемога у виїзному матчі з ізраїльським «Маккабі» — 3:4, «Зеніт» виграв, поступаючись по ходу зустрічі 3:0. Однак в 1/16 фіналу клуб поступився бельгійському «Андерлехту» 0:2 на виїзді і 3:1 вдома, пропустивши вирішальний гол у кінцівці домашнього матчу. Після цього «Зеніт» зосередився на матчах чемпіонату Росії, де йому належало боротися за чемпіонство з лідером першості «Спартаком» і ЦСКА. 7 травня в 27-му турі на стадіоні «Крестовський» «Зеніт» поступився «Тереку» 0:1. Після цього матчу клуб втратив шанси на чемпіонство. 8 травня в ЗМІ з'явилася інформація, що «Зеніт» вирішив звільнити Луческу після закінчення сезону. Після виїзного матчу з «Локомотивом», який «Зеніт» виграв з рахунком 2:0, Мірча Луческу повідомив, що рішення про його майбутнє буде прийнято в червні: «Якщо хтось не знає, то у мене ще цілий рік діє контракт. Наступного місяця команда знову збереться, всім треба все обміркувати. Тоді і буде прийматися рішення».
За підсумками сезону 2016/17 «Зеніт» набрав 61 очко і фінішував на третьому місці, на одне очко відставши від ЦСКА. Луческу по ходу сезону регулярно виступав з агресивною риторикою, зокрема, критикуючи арбітрів і керівництво російського футболу. 28 травня «Зеніт» оголосив про розірвання контракту з Луческу. Через кілька днів після цього румунський фахівець заявив, що його прихід в петербурзький клуб був великою помилкою.
Спочатку «Зеніт» заявляв, що клуб" не розглядає питання виплати компенсації за дострокове розірвання контракту. За інформацією ЗМІ Луческу спочатку вимагав компенсацію в 2 млн євро — половину річного окладу, а потім — 4 млн, при цьому контракт все ще діяв. 28 червня стало відомо, що «Зеніт» виплатив Луческу 2,5 млн євро.

### Збірна Туреччини
2 серпня 2017 року Луческу очолив збірну Туреччини. Угода з румунським фахівцем була підписана за системою «2+1». У першому матчі під керівництвом Луческу 2 вересня 2017 року збірна Туреччини програла команді України з рахунком 0:2 у відбірковому турнірі до чемпіонату світу 2018 року. Обидва м'ячі господарі ймовірно забили з порушенням правил: перший — з офсайду, другий-після виходу м'яча за межі поля. Румун після матчу підбіг до судді Давіда Борбалана зі смартфоном і намагався показати відеоповтори спірних моментів. 5 жовтня ФІФА відсторонила Луческу на один матч за суперечки з суддею. У заключних трьох турах Туреччина під керівництвом Луческу набарала 4 з 9 очок і посіла підсумкове 4-те місце у групі не кваліфікувавшись на «мундіаль».
Далі Луческу зі збірної Туреччини взяв участь у історичному першому розіграші Ліги націй УЄФА 2018/19. У ньому турки опинились у Лізі B, де у групі 2 грали разом зі збірними Росії та Швеції. Турки вкрай невдало провели турнір, вигравши лише один матч з чотирьох і з трьома очками посіли останнє місце у групі, не вилетівши до третього дивізіону лише через зміну формату турніру.
20 листопада 2018 року Луческу провів свій останній матч на чолі збірної Туреччини. Символічно, що як і перший, це був матч проти збірної України, щоправда цього разу товариський і завершився внічию 0:0. 11 лютого 2019 року договір про співпрацю тренера з федерацією було розірвано за обопільною згодою. Всього він керував збірною Туреччини в 17 матчах, вигравши лише чотири і програвши сім.

### «Динамо» (Київ)
23 липня 2020 року Луческу повернувся в Україну, підписавши контракт з «Динамо» за схемою «2+1». Призначення Луческу не сприйняли, зокрема, ветерани «Динамо» Олег Блохін, Ігор Бєланов, Леонід Буряк, Олег Кузнецов, Йожеф Сабо, Артем Мілевський, а також футбольні експерти. Натомість колишні румунські футболісти «Динамо» Тіберіу Гіоане та Флорін Чернат хотіли би побачити Луческу тренером клубу.
Ультрас «Динамо» анонсували акції протесту проти призначення Луческу головним тренером.
27 липня 2020 року румунські та деякі українські ЗМІ повідомили, що Луческу пішов з посади головного тренера «Динамо». Однак у «Динамо» це спростували, а президент «Динамо» Ігор Суркіс повідомив, що не володіє інформацією про дії Луческу.
У товариських матчах «Динамо» перемогло «Рівне» з рахунком 3:0, програло «Десні» з рахунком 2:1 та виграло в «Полісся» з рахунком 5:1. У першому матчі чемпіонату України «Динамо» з рахунком 4:1 переграло «Олімпік».
25 серпня 2020 «Динамо» виграло матч за Суперкубок у донецького «Шахтаря» з рахунком 3:1.
Перший матч у еврокубках «Динамо» виграло в АЗ (Алкмар) з рахунком 2:1. Свій сезон у Лізі чемпіонів кияни закінчили на 3-му місці в групі, вибувши в Лігу Європи, де дійшли до однієї восьмої і поступились «Вільяреалу».
Але Динамо виграло чемпіонат України 2020—2021 за три тури до фінішу, ставши в 16-те чемпіоном України. Таким чином, кияни перервали гегемонію донецького «Шахтаря» та випередили «гірників» на 11 очок. Крім того, Луческу з «Динамо» виграло Кубок України, обігравши у фіналі луганську «Зорю» в додатковий час з рахунком 1:0, оформивши «золотий хет-трик». Таким чином, Луческу став першим тренером в історії, який виграв Кубок України з «Динамо» і «Шахтарем».
Весною — влітку 2022 року кияни зіграли серію благодійних матчів, щоб підтримати ЗСУ. Так, 26 квітня 2022 року команда Луческу сносаційно переграла «Борусію» Дортмунд з рахунком 3:2, 13 травня 2022 року столичний клуб з рахунком 3:0 переграв у день свого 95-ти річчя з рахунком 3:0 естонську «Флору», 26 червня «Динамо» зіграло в нічию 1:1 з «Івердоном», а 15 липня того ж року кияни з рахунком 2:1 програли «Антверпену».
18 березня 2023 року Мірча Луческу після поразки з рахунком 0:1 від луганської «Зорі» заявив, що готовий в будь-який момент піти у відставку з посади головного тренера киян. Але в наступному матчі кияни з рахунком 2:0 переграли ФК «Львів» і це дозволило містеру залишитись на якийсь час на посаді. У 22-му турі чемпіонату кияни зіграли внічию 1:1 з донецьким «Шахтарем». У останньому турі чемпіонату кияни зіграли внічию 1:1 з командою «Металіст 1925» та закінчили чемпіонат четвертими.
Футбольний сезон 2023–24 років команда Луческу почала з перемоги над ФК «Минай» з рахунком 4:1. У другому турі кияни переграли «Оболонь-Бровар» з рахунком 4:2. Дебютом в матчі відзначився Андрій Ярмоленко, який забив свій 100-й матч в УПЛ.
3 листопада 2023 року після поразки від донецького «Шахтаря» оголосив, що йде з посади тренера та завершає кар'єру. Проте потім пан Луческу заявив, що поки не планує завершувати свою кар'єру. У 2025 році він пояснив своє рішення щодо відходу з посади головного тренера київського «Динамо» через те, що не міг витримати ту хвилину мовчання перед матчами, присвячену пам'яті загиблих військовослужбовців.
|  | Я згадую, що однією з причин мого від’їзду було те, що я більше не міг витримати ту хвилину мовчання перед матчами, присвячену пам’яті загиблих. Перед очима пролітали всі жахи війни, весь накопичений біль. Я бачив зруйновані будівлі, і запитував себе: для чого все це? Заради чого? Вони, звісно, страждають, але в них є гідність і вони вирішили боротися до кінця. |

### Збірна Румунії
6 серпня 2024 року підписав контракт зі збірною Румунії до закінчення чемпіонату свiту 2026.

### Політична позиція
Спочатку Мірча Луческу довгий час підтримував Віктора Януковича та «Партію регіонів». Після початку повномасштабного російського вторгнення в Україну, головний тренер «Динамо» Мірча Луческу не втік з України, як це йому пропонували, а вирішив залишитись у Києві, попри те, що такі пропозиції були та осудив російську збройну агресію проти України. Так, він заявив, що те, що відбувається в Україні називається не інакше, як кримінал, а Путін — злочинець. Це злочин. Путін — злочинець. «Ця війна — варварство. Ми бачимо, що діти, жінки помирають. Лікарні та житлові будинки зазнають бомбардувань. Це незбагненно. Весь світ намагається підтримати Україну зараз. Ще раз: Путін — злочинець. Навіть уявити собі неможливо те, що відбувається зараз. Я поїхав до Румунії, але намагаюся домагати українцям усіма можливими способами. Я контактую з моїми гравцями і намагаюся допомагати їм», — сказав Луческу.
Він зазначив, що не очікував початку повномасштабної війни в Україні, після того, як виїхав з охопленого війною Донецька.
30 червня 2022 року в одному з коментарів Луческу заявив: «Дуже шкода, що все залежить лише від декількох людей, а не від усього світу. Все людство, зокрема росія не хоче війни. Лише деякі хочуть увійти в історію. А подібне можна зробити благородно чи злочинно». Також Луческу відповів на питання, що запитав би у Путіна, якби побачив: «Я спитаю його, чи може він спати? Він вважає себе другим Петром Великим, що безперечно, говорить про його честолюбство. Проблема старих імперій полягає в ностальгії до того чого не існує».

## Статистика

### Гравець
| Клуб            | Сезон   | Чемпіонат | Чемпіонат | Кубок | Кубок | Єврокубки | Єврокубки | Всього | Всього |
| Клуб            | Сезон   | Ігри      | Голи      | Ігри  | Голи  | Ігри      | Голи      | Ігри   | Голи   |
| --------------- | ------- | --------- | --------- | ----- | ----- | --------- | --------- | ------ | ------ |
| Динамо Бухарест | 1963–64 | 2         | 0         | ?     | ?     | –         | –         | 2      | 0      |
| Динамо Бухарест | 1964–65 | 1         | 0         | ?     | ?     | –         | –         | 1      | 0      |
| Динамо Бухарест | 1967–68 | 17        | 1         | ?     | ?     | –         | –         | 17     | 1      |
| Динамо Бухарест | 1968–69 | 28        | 8         | ?     | ?     | 1         | 0         | 29     | 8      |
| Динамо Бухарест | 1969–70 | 24        | 4         | ?     | ?     | –         | –         | 24     | 4      |
| Динамо Бухарест | 1970–71 | 23        | 3         | ?     | ?     | 3         | 0         | 26     | 3      |
| Динамо Бухарест | 1971–72 | 26        | 7         | ?     | ?     | 3         | 0         | 29     | 7      |
| Динамо Бухарест | 1972–73 | 28        | 12        | ?     | ?     | –         | –         | 28     | 12     |
| Динамо Бухарест | 1973–74 | 25        | 5         | ?     | ?     | 2         | 1         | 27     | 6      |
| Динамо Бухарест | 1974–75 | 31        | 4         | ?     | ?     | 3         | 1         | 34     | 5      |
| Динамо Бухарест | 1975–76 | 26        | 6         | ?     | ?     | 2         | 1         | 28     | 7      |
| Динамо Бухарест | 1976–77 | 19        | 7         | ?     | ?     | 1         | 0         | 20     | 7      |
| Корвінул        | 1977–78 | 34        | 7         | ?     | ?     | –         | –         | 34     | 7      |
| Корвінул        | 1978–79 | 27        | 5         | ?     | ?     | –         | –         | 27     | 5      |
| Корвінул        | 1979–80 | –         | –         | ?     | ?     | –         | –         | –      | –      |
| Корвінул        | 1980–81 | 27        | 7         | ?     | ?     | –         | –         | 27     | 7      |
| Корвінул        | 1981–82 | 23        | 2         | ?     | ?     | –         | –         | 23     | 2      |
| Динамо Бухарест | 1989–90 | 1         | 0         | ?     | ?     | –         | –         | 1      | 0      |
| Всього          | Всього  | 362       | 78        | ?     | ?     | 15        | 3         | 377    | 81     |

### Тренерська

#### Загальна
Станом на 3 листопада 2023 року
| Румунія             | 1 листопада 1981 | 30 квітня 1986    | 26   | 11  | 8   | 7   | 42,30 |
| «Динамо» (Бухарест) | 1 липня 1985     | 30 червня 1990    | 217  | 156 | 30  | 31  | 71,88 |
| «Піза»              | 1 липня 1990     | 30 квітня 1991    | 26   | 5   | 5   | 16  | 19,23 |
| «Брешія»            | 1 липня 1991     | 19 лютого 1995    | 92   | 24  | 39  | 29  | 26,08 |
| «Реджана»           | 1 липня 1996     | 25 листопада 1996 | 11   | 0   | 4   | 7   | 00,00 |
| «Рапід» (Бухарест)  | 1 липня 1997     | 30 червня 1998    | 43   | 31  | 7   | 5   | 72,09 |
| «Інтернаціонале»    | 1 грудня 1998    | 21 березня 1999   | 18   | 6   | 5   | 7   | 33,33 |
| «Рапід» (Бухарест)  | 1 квітня 1999    | 30 червня 2000    | 46   | 29  | 8   | 9   | 63,04 |
| «Галатасарай»       | 1 липня 2000     | 30 червня 2002    | 105  | 63  | 21  | 21  | 60,00 |
| «Бешикташ»          | 1 липня 2002     | 1 травня 2004     | 88   | 51  | 18  | 19  | 57,95 |
| «Шахтар»            | 16 травня 2004   | 21 травня 2016    | 573  | 395 | 90  | 88  | 68,93 |
| «Зеніт»             | 24 травня 2016   | 28 травня 2017    | 41   | 26  | 8   | 7   | 63,41 |
| Туреччина           | 2 серпня 2017    | 11 лютого 2019    | 17   | 4   | 6   | 7   | 23,53 |
| «Динамо» (Київ)     | 23 липня 2020    | 3 листопада 2023  | 43   | 28  | 8   | 7   | 65,12 |
| Всього              | Всього           | Всього            | 1345 | 828 | 257 | 260 | 61,47 |

#### По сезонах
| Сезон                         | Клуб                          | Чемпіонат                     | Чемпіонат | Чемпіонат | Чемпіонат | Чемпіонат | Національний кубок | Національний кубок | Національний кубок | Національний кубок | Національний кубок | Єврокубки | Єврокубки | Єврокубки | Єврокубки | Єврокубки | Інші турніри | Інші турніри | Інші турніри | Інші турніри | Інші турніри | Всього | Всього | Всього | Всього | % Перемог | Місце      |
| Сезон                         | Клуб                          | Турнір                        | І         | В         | Н         | П         | Турнір             | І                  | В                  | Н                  | П                  | Турнір    | І         | В         | Н         | П         | Турнір       | І            | В            | Н            | П            | І      | В      | Н      | П      | %         | Місце      |
| ----------------------------- | ----------------------------- | ----------------------------- | --------- | --------- | --------- | --------- | ------------------ | ------------------ | ------------------ | ------------------ | ------------------ | --------- | --------- | --------- | --------- | --------- | ------------ | ------------ | ------------ | ------------ | ------------ | ------ | ------ | ------ | ------ | --------- | ---------- |
| 1985/86                       | «Динамо» (Бухарест)           | A                             | 20        | 13        | 3         | 4         | КР                 | 5                  | 4                  | 1                  | 0                  | КУ        | 0         | 0         | 0         | 0         | -            | -            | -            | -            | -            | 25     | 17     | 4      | 4      | 68,00     | 4          |
| 1986/87                       | «Динамо» (Бухарест)           | A                             | 34        | 17        | 10        | 7         | КР                 | 5                  | 4                  | 0                  | 1                  | КвК       | 2         | 0         | 0         | 2         | -            | -            | -            | -            | -            | 41     | 21     | 10     | 10     | 51,22     | 2          |
| 1987/88                       | «Динамо» (Бухарест)           | A                             | 34        | 30        | 3         | 1         | КР                 | 5                  | 4                  | 0                  | 1                  | КвК       | 2         | 0         | 0         | 2         | -            | -            | -            | -            | -            | 41     | 34     | 3      | 4      | 82,93     | 2          |
| 1988/89                       | «Динамо» (Бухарест)           | A                             | 34        | 30        | 2         | 2         | КР                 | 5                  | 4                  | 0                  | 1                  | КвК       | 6         | 3         | 3         | 0         | -            | -            | -            | -            | -            | 45     | 37     | 5      | 3      | 82,22     | 2          |
| 1989/90                       | «Динамо» (Бухарест)           | A                             | 34        | 26        | 5         | 3         | КР                 | 4                  | 3                  | 1                  | 0                  | КвК       | 8         | 5         | 0         | 3         | -            | -            | -            | -            | -            | 46     | 34     | 6      | 6      | 73,91     | 1          |
| Всього за «Динамо» (Бухарест) | Всього за «Динамо» (Бухарест) | Всього за «Динамо» (Бухарест) | 156       | 116       | 23        | 17        |                    | 24                 | 19                 | 2                  | 3                  |           | 18        | 8         | 3         | 7         |              | -            | -            | -            | -            | 198    | 143    | 28     | 27     | 72,22     |            |
| 1990/91                       | «Піза»                        | A                             | 24        | 6         | 5         | 13        | КІ                 | 4                  | 2                  | 0                  | 2                  | -         | -         | -         | -         | -         | -            | -            | -            | -            | -            | 28     | 8      | 5      | 15     | 28,57     | звільнений |
| 1991/92                       | «Брешія»                      | B                             | 38        | 14        | 21        | 3         | КІ                 | 4                  | 1                  | 0                  | 3                  | -         | -         | -         | -         | -         | -            | -            | -            | -            | -            | 42     | 15     | 21     | 6      | 35,71     | 1 (↑)      |
| 1992/93                       | «Брешія»                      | A                             | 34        | 9         | 12        | 13        | КІ                 | 2                  | 0                  | 1                  | 1                  | -         | -         | -         | -         | -         | -            | -            | -            | -            | -            | 36     | 9      | 13     | 14     | 25,00     | 15 (↓)     |
| 1993/94                       | «Брешія»                      | B                             | 38        | 15        | 14        | 9         | КІ                 | 5                  | 2                  | 2                  | 1                  | АІК       | 7         | 5         | 1         | 1         | -            | -            | -            | -            | -            | 50     | 22     | 17     | 11     | 44,00     | 3 (↑)      |
| 1994/95                       | «Брешія»                      | A                             | 21        | 2         | 6         | 13        | КІ                 | 2                  | 0                  | 0                  | 2                  | -         | -         | -         | -         | -         | -            | -            | -            | -            | -            | 23     | 2      | 6      | 15     | 08,70     | 18 (↓)     |
| 1995/96                       | «Брешія»                      | B                             | 24        | 7         | 6         | 11        | КІ                 | 1                  | 0                  | 0                  | 1                  | -         | -         | -         | -         | -         | -            | -            | -            | -            | -            | 25     | 7      | 6      | 12     | 28,00     | звільнений |
| Усього за «Брешію»            | Усього за «Брешію»            | Усього за «Брешію»            | 155       | 47        | 59        | 49        |                    | 14                 | 3                  | 3                  | 8                  |           | 7         | 5         | 1         | 1         |              | -            | -            | -            | -            | 176    | 55     | 63     | 58     | 31,25     |            |
| 1996/97                       | «Реджана»                     | A                             | 10        | 0         | 4         | 6         | КІ                 | 3                  | 1                  | 0                  | 2                  | -         | -         | -         | -         | -         | -            | -            | -            | -            | -            | 13     | 1      | 4      | 8      | 07,69     | звільнений |
| 1997/98                       | «Рапід» (Бухарест)            | A                             | 34        | 24        | 6         | 4         | КР                 | 5                  | 5                  | 0                  | 0                  | Інт       | 2         | 0         | 1         | 1         | -            | -            | -            | -            | -            | 41     | 29     | 7      | 5      | 70,73     | 2          |
| 1997/98                       | «Рапід» (Бухарест)            | A                             | 16        | 13        | 2         | 1         | КР                 | 2                  | 2                  | 0                  | 0                  | КвК       | 4         | 2         | 1         | 1         | -            | -            | -            | -            | -            | 22     | 17     | 3      | 2      | 77,27     | звільнений |
| 1998/99                       | «Інтернаціонале»              | A                             | 15        | 5         | 4         | 6         | КІ                 | 4                  | 1                  | 0                  | 3                  | ЛЧ        | 3         | 1         | 1         | 1         | -            | -            | -            | -            | -            | 22     | 7      | 5      | 10     | 31,82     | звільнений |
| 1998/99                       | «Рапід» (Бухарест)            | A                             | 12        | 11        | 1         | 0         | КР                 | 3                  | 1                  | 0                  | 2                  | КвК       | 0         | 0         | 0         | 0         | -            | -            | -            | -            |              | 15     | 12     | 1      | 2      | 80,00     | 1          |
| 1999/00                       | «Рапід» (Бухарест)            | A                             | 34        | 22        | 6         | 6         | КР                 | 5                  | 3                  | 1                  | 1                  | ЛЧ        | 2         | 0         | 2         | 0         | СР           | 1            | 1            | 0            | 0            | 42     | 26     | 9      | 7      | 61,90     | 2          |
| Всього за «Рапід» (Бухарест)  | Всього за «Рапід» (Бухарест)  | Всього за «Рапід» (Бухарест)  | 96        | 70        | 15        | 11        |                    | 15                 | 11                 | 1                  | 3                  |           | 8         | 2         | 3         | 2         |              | 1            | 1            | 0            | 0            | 120    | 84     | 19     | 15     | 70,00     |            |
| 2000/01                       | «Галатасарай»                 | СЛ                            | 34        | 23        | 4         | 7         | КТ                 | 4                  | 3                  | 1                  | 0                  | ЛЧ        | 16        | 7         | 4         | 5         | СУЄФА        | 1            | 1            | 0            | 0            | 55     | 34     | 9      | 12     | 61,82     | 2          |
| 2001/02                       | «Галатасарай»                 | СЛ                            | 34        | 24        | 6         | 4         | КТ                 | 1                  | 0                  | 1                  | 0                  | ЛЧ        | 16        | 6         | 7         | 3         | -            | -            | -            | -            | -            | 51     | 30     | 14     | 7      | 58,82     | 1          |
| Всього за «Галатасарай»       | Всього за «Галатасарай»       | Всього за «Галатасарай»       | 68        | 47        | 10        | 11        |                    | 5                  | 3                  | 2                  | 0                  |           | 32        | 13        | 11        | 8         |              | 1            | 1            | 0            | 0            | 106    | 64     | 23     | 19     | 60,38     |            |
| 2002/03                       | «Бешикташ»                    | СЛ                            | 34        | 26        | 7         | 1         | КТ                 | 3                  | 2                  | 0                  | 1                  | КУ        | 10        | 5         | 3         | 2         | -            | -            | -            | -            | -            | 47     | 33     | 10     | 4      | 70,21     | 1          |
| 2003/04                       | «Бешикташ»                    | СЛ                            | 34        | 18        | 8         | 8         | КТ                 | 2                  | 1                  | 0                  | 1                  | ЛЧ+КУ     | 6+2       | 2+0       | 1+0       | 3+2       | -            | -            | -            | -            | -            | 44     | 21     | 9      | 14     | 47,73     | 3          |
| Всього за «Бешикташ»          | Всього за «Бешикташ»          | Всього за «Бешикташ»          | 68        | 44        | 15        | 9         |                    | 5                  | 3                  | 0                  | 2                  |           | 18        | 7         | 4         | 7         |              | -            | -            | -            | -            | 91     | 54     | 19     | 18     | 59,34     |            |
| 2004/05                       | «Шахтар»                      | ВЛ                            | 30        | 26        | 2         | 2         | КУ                 | 8                  | 5                  | 1                  | 2                  | ЛЧ+КУ     | 10+4      | 5+1       | 1+1       | 4+2       | СУ           | 1            | 0            | 1            | 0            | 53     | 37     | 6      | 10     | 69,81     | 1          |
| 2005/06                       | «Шахтар»                      | ВЛ                            | 30+1      | 23+1      | 6         | 1         | КУ                 | 3                  | 2                  | 0                  | 1                  | ЛЧ+КУ     | 2+8       | 0+5       | 1+1       | 1+2       | СУ           | 1            | 0            | 1            | 0            | 44     | 31     | 9      | 4      | 70,45     | 1          |
| 2006/07                       | «Шахтар»                      | ВЛ                            | 30        | 19        | 6         | 5         | КУ                 | 7                  | 4                  | 2                  | 1                  | ЛЧ+КУ     | 8+4       | 3+1       | 3+2       | 2+1       | СУ           | 1            | 0            | 0            | 1            | 50     | 27     | 13     | 10     | 54,00     | 2          |
| 2007/08                       | «Шахтар»                      | ВЛ                            | 30        | 24        | 2         | 4         | КУ                 | 7                  | 6                  | 1                  | 0                  | ЛЧ        | 10        | 5         | 0         | 5         | СУ           | 1            | 0            | 1            | 0            | 48     | 35     | 4      | 9      | 72,92     | 1          |
| 2008/09                       | «Шахтар»                      | ПЛ                            | 30        | 19        | 7         | 4         | КУ                 | 5                  | 4                  | 0                  | 1                  | ЛЧ+КУ     | 8+9       | 5+6       | 0+2       | 3+1       | СУ           | 1            | 0            | 1            | 0            | 53     | 34     | 10     | 9      | 64,15     | 2          |
| 2009/10                       | «Шахтар»                      | ПЛ                            | 30        | 24        | 5         | 1         | КУ                 | 4                  | 3                  | 0                  | 1                  | ЛЧ+ЛЄ     | 2+10      | 0+6       | 2+2       | 0+2       | СУЄФА        | 1            | 0            | 0            | 1            | 47     | 33     | 9      | 5      | 70,21     | 1          |
| 2010/11                       | «Шахтар»                      | ПЛ                            | 30        | 23        | 3         | 4         | КУ                 | 5                  | 5                  | 0                  | 0                  | ЛЧ        | 10        | 7         | 0         | 3         | СУ           | 1            | 1            | 0            | 0            | 46     | 36     | 3      | 7      | 78,26     | 1          |
| 2011/12                       | «Шахтар»                      | ПЛ                            | 30        | 25        | 4         | 1         | КУ                 | 5                  | 5                  | 0                  | 0                  | ЛЧ        | 6         | 1         | 2         | 3         | СУ           | 1            | 0            | 0            | 1            | 42     | 31     | 6      | 5      | 73,81     | 1          |
| 2012/13                       | «Шахтар»                      | ПЛ                            | 30        | 25        | 4         | 1         | КУ                 | 5                  | 5                  | 0                  | 0                  | ЛЧ        | 8         | 3         | 2         | 3         | СУ           | 1            | 1            | 0            | 0            | 44     | 34     | 6      | 4      | 77,27     | 1          |
| 2013/14                       | «Шахтар»                      | ПЛ                            | 28        | 21        | 2         | 5         | КУ                 | 5                  | 4                  | 0                  | 1                  | ЛЧ+ЛЄ     | 6+2       | 2+0       | 2+1       | 2+1       | СУ           | 1            | 1            | 0            | 0            | 42     | 28     | 5      | 9      | 66,67     | 1          |
| 2014/15                       | «Шахтар»                      | ПЛ                            | 26        | 17        | 5         | 4         | КУ                 | 8                  | 6                  | 2                  | 0                  | ЛЧ        | 8         | 2         | 4         | 2         | СУ           | 1            | 1            | 0            | 0            | 43     | 26     | 11     | 6      | 60,47     | 2          |
| 2015/16                       | «Шахтар»                      | ПЛ                            | 26        | 20        | 3         | 3         | КУ                 | 8                  | 6                  | 1                  | 1                  | ЛЧ+ЛЄ     | 10+8      | 3+5       | 2+2       | 5+1       | СУ           | 1            | 1            | 0            | 0            | 53     | 35     | 8      | 10     | 66,04     | 2          |
| Всього за Шахтар              | Всього за Шахтар              | Всього за Шахтар              | 351       | 267       | 49        | 35        |                    | 70                 | 55                 | 7                  | 8                  |           | 133       | 60        | 30        | 43        |              | 12           | 5            | 4            | 3            | 565    | 387    | 90     | 88     | 68,50     |            |
| 2016/17                       | «Зеніт»                       | ПЛ                            | 30        | 18        | 7         | 5         | КР                 | 2                  | 1                  | 0                  | 1                  | ЛЄ        | 8         | 6         | 0         | 2         | СР           | 1            | 1            | 0            | 0            | 41     | 26     | 7      | 8      | 63,41     | 3          |
| Загалом                       | Загалом                       | Загалом                       | 973       | 620       | 191       | 162       |                    | 147                | 98                 | 16                 | 33                 |           | 219       | 97        | 52        | 70        |              | 15           | 8            | 4            | 3            | 1353   | 824    | 262    | 268    | 60,90     |            |

#### На чолі «Шахтаря»
| Турнір     | Ігри | В   | Н  | П  | ГЗ   | ГП  |
| ---------- | ---- | --- | -- | -- | ---- | --- |
| Чемпіонат  | 357  | 273 | 49 | 35 | 817  | 234 |
| Кубок      | 71   | 57  | 7  | 7  | 175  | 45  |
| Єврокубки  | 134  | 60  | 30 | 44 | 206  | 161 |
| Суперкубок | 11   | 5   | 4  | 2  | 22   | 12  |
| Всього     | 573  | 395 | 90 | 88 | 1220 | 452 |

## Титули та досягнення

### Як гравця
- Чемпіон Румунії: 1963-64, 1964-65, 1970-71, 1972-73, 1974-75, 1976-77.
- Кубок Румунії: 1967-68
- Найкращий футболіст Румунії: 1969.

### Як тренера
- Чемпіон Румунії: 1989-90, 1998-99
- Кубок Румунії: 1985-86, 1989-90, 1997-98
- Суперкубок Румунії: 1999
- Чемпіон Туреччини: 2001-02, 2002-03
- Суперкубок УЄФА: 2000
- Чемпіон України: 2004-05, 2005-06, 2007-08, 2009-10, 2010-11, 2011-12, 2012-13, 2013-14, 2020-21
- Суперкубок України: 2005, 2008, 2010, 2012, 2013, 2014, 2015, 2020
- Кубок України: 2004-05, 2007-08, 2010-11, 2011-12, 2012-13, 2015-16, 2020-21
- Кубок УЄФА: 1999/2000, 2008-09
- Суперкубок Росії: 2016

## Особисте життя

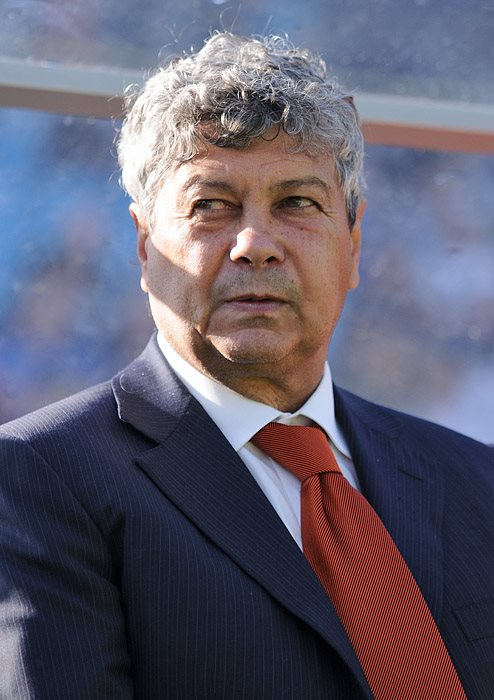
Мірча Луческу у 2009 році.

Крім нього в сім'ї було троє братів і сестра. Дружина Неллі (одружився в 1965 році) має українське коріння: її мати і бабуся — родом з Одеської області. Їх син Разван Луческу також був футболістом, а по завершенні кар'єри став футбольним тренером.
Луческу у юному віці вивчив шість іноземних мов: англійську, португальську, іспанську, італійську, французьку та російську, крім рідної румунської, а також добре розуміє турецьку та українську. З Рінатом Ахметовим спілкувався російською, з футболістами — португальською, однак вважає за краще спілкуватися рідною румунською мовою через перекладача, оскільки боїться випадково вжити непристойні слова в мові. Закінчив кілька класів російської мови. За світоглядом є людиною світу.
Будучи тренером в Румунії, він часто говорив своїм гравцям, що ходити в театр чи читати книгу набагато вигідніше, ніж ходити в ресторани. Він також тиснув на своїх гравців, щоб вони вступали до університету.
Мірча Луческу посів четверте місце у списку найбільших платників податків України за період 2012—2014 рр., сплативши 51,997 мільйони гривень податку на доходи фізичних осіб

### Травма в ДТП 2012
6 січня 2012 року приблизно о 13:30 Мірча Луческу став учасником ДТП в Бухаресті, зіштовхнувшись на своєму автомобілі із трамваєм і був доставлений в лікарню з травмою грудної клітини. У лікарні провів більше двох тижнів. При виписці лікарі прописали тренеру спокій, відпочинок і заборонили переживання. Після повернення до роботи Луческу спростував інформацію про титанові пластини, нібито встановлені на ребра.. Щодо Мірчі Луческу прокуратура Румунії порушила кримінальну справу. Йому інкримінувалося «створення умов для масової аварії і завдання шкоди здоров'ю третім особам».

## Державні нагороди

### Україна
- Орден «За заслуги» III ст. (19 серпня 2006) — за досягнення високих спортивних результатів на чемпіонаті світу з футболу 2006 року (Федеративна Республіка Німеччина), виявлені мужність, самовідданість і волю до перемоги, утвердження міжнародного авторитету України[160]
- Орден «За заслуги» II ст. (25 травня 2009) — за досягнення визначного спортивного результату — здобуття Кубка УЄФА 2009 року, виявлені мужність, самовідданість і волю до перемоги, утвердження міжнародного авторитету вітчизняного футболу[161]
- Орден «За заслуги» I ст. (12 травня 2011) — за значний особистий внесок у розвиток вітчизняного футболу, утвердження міжнародного спортивного авторитету України, багаторічну плідну працю та з нагоди 75-річчя від дня заснування футбольного клубу «Шахтар» (Донецьк)[162]

### Румунія
- Кавалер національного Ордена Зірки Румунії (2009 р. з нагоди перемоги у Кубку УЄФА)
- Тренер року (2021)[163]